# Aster tataricus
Aster tataricus (개미취 — кемічві, татарська айстра) — вид роду Aster.

## Використання
Відомий корейською як кемічві (개미취). Ця рослина в корейській кухні належить до ряду зелені під загальною назвою чвінамуль (їстівні айстри).

## У культурі
У Японії Aster tataricus відомий як шіон, або 紫苑. Квітка має значення в ханакотобі, японській мові квітів, і перекладається як «я вас не забуду».

## Галерея

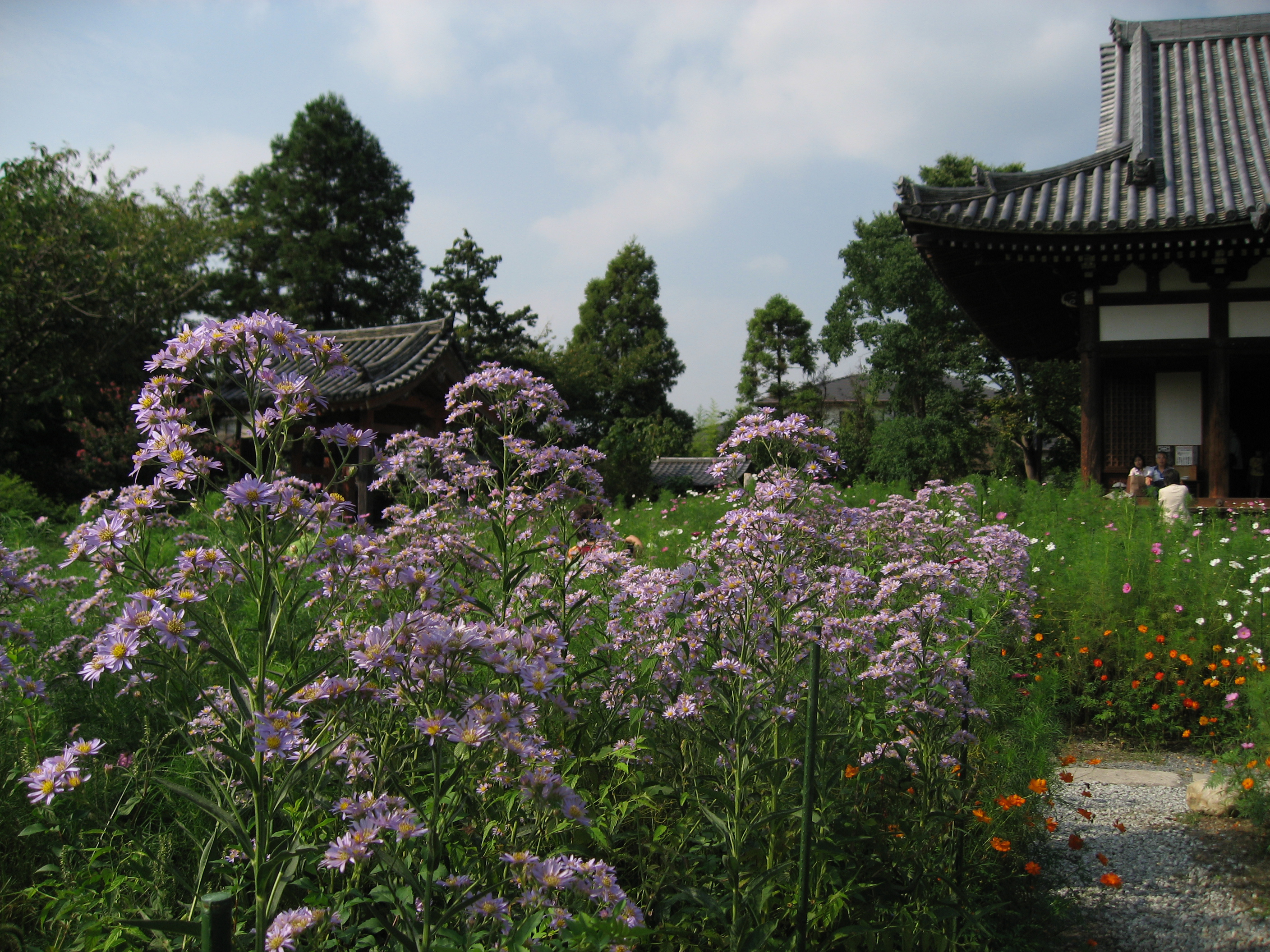
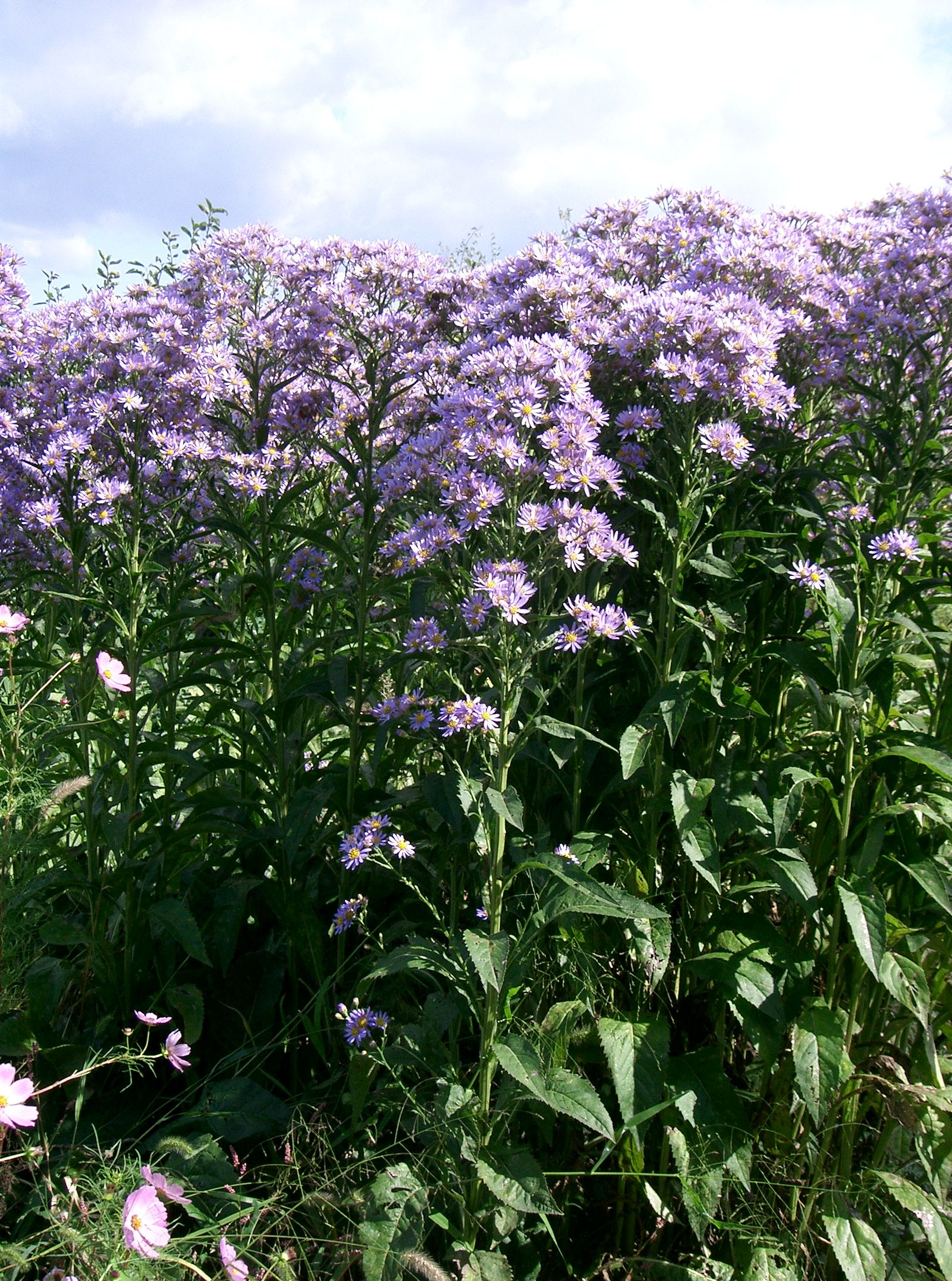